# 若竹煮

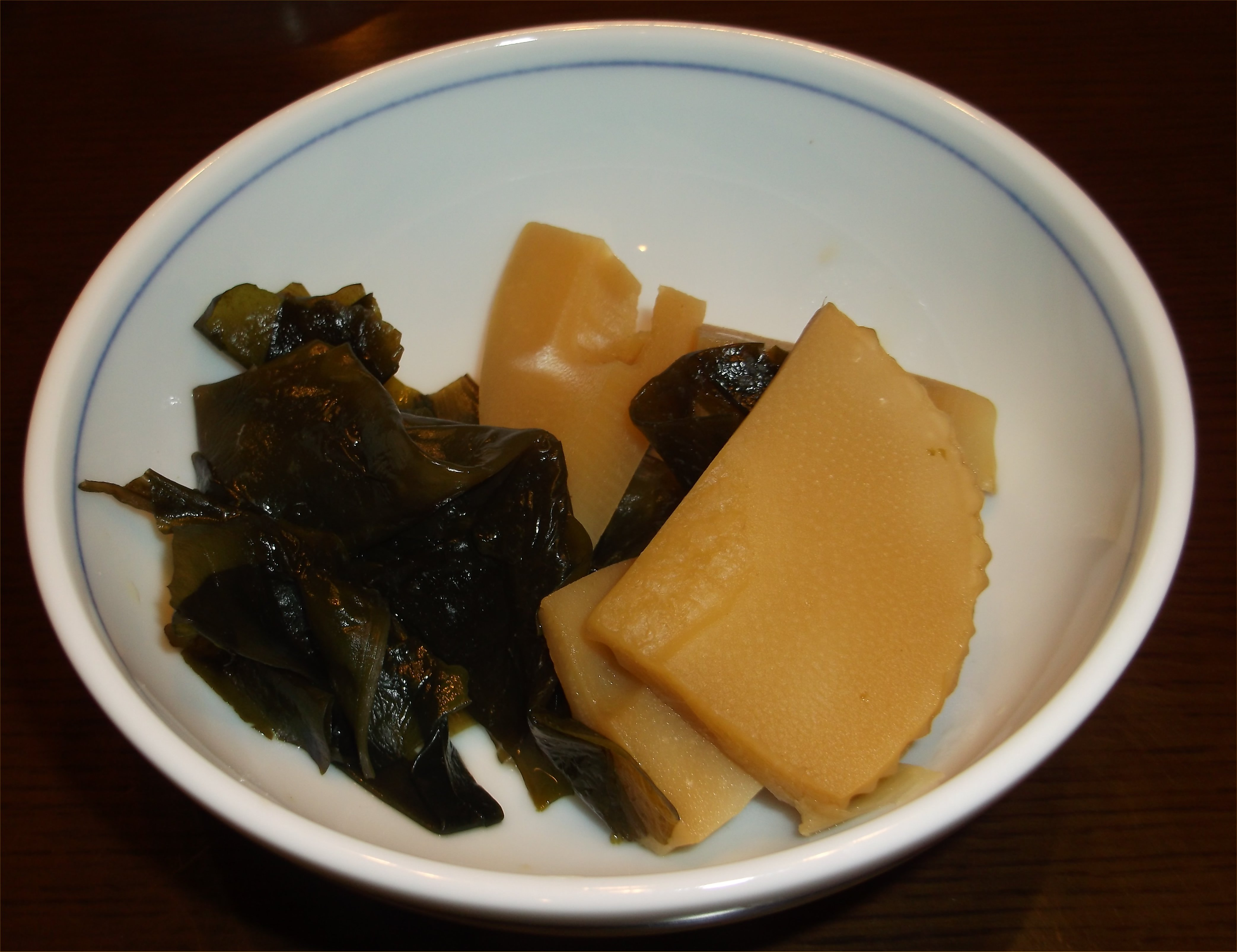
若竹煮

若竹煮（わかたけに）は、日本の煮物料理のひとつ。主に、新タケノコの収穫される春に食される。

## 作り方
下茹でしたタケノコを一口大に切り、出汁、醤油、味醂、日本酒、砂糖、食塩などで作った調味液でゆっくりと煮て、煮あがったら取り出す。残った調味液に一口大に切ったワカメを加えて強火でさっと煮る。なお、ワカメは煮すぎると溶けてしまうことがある。
器にタケノコとワカメを盛って、煮汁をはり、木の芽（山椒の若葉）を添える。

## その他
春に収穫される新タケノコと新ワカメは「春先の出会い物」といわれ、煮物や汁物としてよく組み合わせて使われる。